# Phytodietus decorosus
Phytodietus decorosus är en stekelart som beskrevs av Tosquinet 1903. Phytodietus decorosus ingår i släktet Phytodietus och familjen brokparasitsteklar. Utöver nominatformen finns också underarten P. d. canlaonensis.